# Over G Fighters
Over G Fighters é um jogo eletrônico de videogame exclusivo para o Xbox 360 baseado na série de simulação de vôo desenvolvido pela Taito Corporation e lançado pela Ubisoft em 27 de junho de 2006 na América do Norte. O jogo se passa ao redor de um grupo multinacional de pilotos em força aérea fictícia "Energy" em um futuro próximo. Depois de ações terroristas pelo mundo, ameaçando a segurança global, os pilotos deverão se juntar contra as forças dos terroristas.

## Aviões disponíveis
| - F-1A Close Support Fighter - F-2A Close Support Fighter - F-2B Close Support Fighter - F-2B Close Support Fighter F.T Squadron - F-14A Tomcat - F-14B Tomcat - F-15C Eagle - F-15D Eagle - F-15DJ Eagle - F-15DJ Aggressor Eagle - F-15E Strike Eagle - F-15J Eagle - F-15J Eagle "Golden Eagles Squadron" - F-15J Eagle "305th Squadron" - F-16A Falcon "Thunder bird squadron paint scheme" - F-16C Falcon - F-16C Falcon "Thunder bird squadron paint scheme" - F-16AM Falcon - T/F-18A Hornet | - F/A-18A Hornet "Blue angel's paint scheme" - F/A-18C Hornet - F/A-18E Super Hornet - F/A-18F Super Hornet - F-22A Raptor - F-35B Joint Strike Fighter - X-35C Joint Strike Fighter - F-117A Nighthawk - A-10A Thunderbolt II - OA-10A Thunderbolt II - Su-27A Flanker - Su-27A Flanker "Russian Knights squadron" - Su-33 Flanker - Mig-29A Fulcrum - Mig-29G Fulcrum - Mig-29S Fulcrum - JAS 39A Gripen - JAS 39C Gripen |

## Aviões não disponíveis
| - F-1A Close Support Fighter - F-2A Close Support Fighter - F-2B Close Support Fighter - F-2B Close Support Fighter F.T Squadron - F-4A Phantom 2 - F-14A Tomcat - F-14B Tomcat - F-14D Tomcat - F-15C Eagle - F-15D Eagle - F-15DJ Eagle - F-15DJ Aggressor Eagle - F-15E Strike Eagle - F-15J Eagle - F-15J Eagle "Golden Eagles Squadron" - F-15J Eagle "305th Squadron" - F-16A Falcon "Thunder bird squadron paint scheme" - F-16C Falcon - F-16C Falcon "Thunder bird squadron paint scheme" - F-16D Falcon - F-16AM Falcon - T/F-18A Hornet - F/A-18A Hornet "Blue angel's paint scheme" - F/A-18C Hornet - F/A-18D Hornet - F/A-18E Super Hornet - F/A-18F Super Hornet - E/A-18G Growler - F-22A Raptor - YF-23 - F-35B Joint Strike Fighter - X-35C Joint Strike Fighter - F-111A Raven - EF-111 Raven - F-117A Nighthawk | - A-10A Warthog - OA-10A Warthog - Su-25A Frogfoot - Su-27A Flanker - Su-27A Flanker "Russian Knights squadron" - Su-30 Flanker - Su-33 Flanker - Su-34 Flanker - Su-35 Super Flanker - Su-37 Super Flanker - Su-47 Berkut - Mig-17A Fresco - Mig-25A Foxbat - Mig-29A Fulcrum - Mig-29G Fulcrum - Mig-29S Fulcrum - Mig-31A Foxhound - Mig-35A - JAS 39A Gripen - JAS 39B Gripen - JAS 39C Gripen - JAS 39D Gripen - Panavia Tornado ADV - EF-2000 Euro Fighter Typhoon - BAE Systems Harrier 2 - J-7 - J-10 - Jaguar - B-1 Lancer - B-2 - B-52 - Tu-95 Bear - Tu-160 Black Jack - C-5 Galaxy - C-17 Globe Master |

## Forças Aliadas
| - Unicorn - Cougar - Drake - Warthog - Rapier | - Dagger - Katana - Tortoise | - Black Wolf - Steel Mace |